# Lahlou Tighremt
 (mars 2022).
Si vous disposez d'ouvrages ou d'articles de référence ou si vous connaissez des sites web de qualité traitant du thème abordé ici, merci de compléter l'article en donnant les références utiles à sa vérifiabilité et en les liant à la section « Notes et références ».
Lahlou Tighremt (en kabyle: Laḥlu Tiɣremt; en tifinagh: ⵍⴰⵃⵍⵓ ⵟⵉⵖⵔⴻⵎⵜ) est un chanteur et artiste kabyle de la chanson engagée des années 1970 à 2000.

## Biographie
Lahlou Tighremt (à ne pas confondre avec Oul Lahlou autre chanteur kabyle) est un auteur/compositeur/interprète de chansons poétiques ou festives, comme Sidi Belwa souvent diffusée dans les mariages maghrébins.
Il compose des musiques engagées comme Tagrawla leqvayel (Révolution des kabyles).
Il compose aussi Targit iw (Mon rêve) qui est la musique du film Le Thé à la menthe sorti en 1984, la chanson Averanni (l'étranger) du film "Train d'Enfer" de Roger Hanin sorti en 1985; ainsi que les chansons Agma, Azine, JSK Tafat...

## Discographie
- Anza (1978)
- Tajjalt (Musique et chansons du film Le Thé à la menthe et générique de Radio beur pendant 10 ans (1982)
- Azzin (1986)
- Sidi Valwa (1991)
- Chants et poésie amazigh kabyle (Compilation) (1997)
- Kabylie Emotion (Video) (1998)
- Amazigh songs (Compilation) (2002)
- 30 années de chansons (2000)
- Ccix Uyidir Lahlou (2019) Nouvel album (La voix des ancêtres)